# Legacy of Kain: Soul Reaver 2
Legacy of Kain: Soul Reaver 2 (укр. Спадщина Каїна: Викрадач душ 2) — гра 2001 року, третя частина серіалу Legacy of Kain. Спочатку розроблена як проект для PlayStation і Dreamcast, вона була перероблена на PlayStation 2 і Microsoft Windows на початку виробництва. За Soul Reaver 2 послідували два продовження, Blood Omen 2 і Legacy of Kain: Defiance, у 2002 і 2003 роках.
Гра продовжує пригоди вампіра-перевертня Рейзіла, головного героя Soul Reaver. Хоча спочатку Рейзіл прагне помститися Каїну, своєму вбивці і колишньому господареві, ця мета витісняється вищим прагненням до знань і бажанням свободи, оскільки він виявляє, що ним маніпулюють ті, з ким він стикається, і починає дізнаватися більше про своє колишнє життя в якості людини. Подорожуючи історією, він поступово розкриває правду про власне минуле і долю, а також відкриває історію Носготу.
Сподіваючись створити більш кінематографічну гру, ніж Soul Reaver, Crystal Dynamics досліджували фантастику про подорожі в часі, теологію та роботи Джозефа Кемпбелла, створюючи сюжет Soul Reaver 2. Критики похвалили гру за цікаву сюжетну лінію, візуальні ефекти та головоломки, але критикували її за брак реграбельності та закінчення без певної розв'язки. Розробники відчували, що кінцевий продукт не відповідає їхнім амбіціям, але комерційно він був успішним і увійшов до списку "Найкращих хітів" компанії Sony.

## Сюжет
Сюжет гри починає розгортатися з кінцівки минулої частини серії: Разієль схльоснувся з Каїном спершу в словесному, а потім та у фізичному поєдинку в залі Хронопласта. Там знаходився агрегат для швидких та зручних переміщень у просторі та часі, споруджений, імовірно, майстровитим Мебіусом. У результаті Каїн, відповідно до свого хитромудрого плану, пішов в портал — а Разієль же пішов слідом за ним. Проте в плани Каїна несподівано (можливо, несподівано лише для самого гравця й Разієля) втручається досвідчений інтриган і маніпулятор Мебіус. Він перехоплює Разієля при переміщенні останнього в порталі Хронопласта — і матерілізує в колишньому серафанському замку, де Таймстрімер зі своїми наймитами вже звив гніздо . Після нетривалої суперечки і копанні в юнацьких спогадах, Разієля продовжує пошуки. Він має зробити кілька важких виборів і кілька відкриттів (серед яких є й неприємні).

## Ігровий процес

### Головний персонаж
Разієль, за великим рахунком, зберіг безліч своїх здібностей з минулої гри і придбав нові, які реалізуються за рахунок поліпшення різних здібностей Пожирача душ — примарного меча Разієля.

### Зброя
- Сокира
- Секира
- Спис
- Меч
- Пожирач душ (Soul Reaver)

### Вороги
Разієлю доведеться битися із членами Сарафанского ордена, основою діяльності якого є повне знищення вампірів. Крім того Разієль зіткнеться з демонами мороку, що володіють здатністю проникати в потойбічний простір.